# Estola fuscomarmorata
Estola fuscomarmorata är en skalbaggsart som beskrevs av Stefan von Breuning 1940. Estola fuscomarmorata ingår i släktet Estola och familjen långhorningar. Inga underarter finns listade i Catalogue of Life.